# La Gerbe (ONG)
Pour les articles homonymes, voir La Gerbe.
La Gerbe est une organisation non gouvernementale chrétienne à caractère humanitaire et social. Elle s'applique à apporter une aide à des exclus de la société tant aux niveaux national qu'international, sans distinction (ni de religion, ni d'appartenance politique, etc.). Son directeur est Jean-Marc Semoulin qui est aussi le président l'association au service de l'action humanitaire.
Pour cela l'association gère un gîte d'accueil d'urgence dans le Gard. Elle dispose d'un entrepôt humanitaire à Ecquevilly pour l'envoi d'aide de première urgence et met en place des projets de développement avec ses partenaires à l'étranger. Elle développe aussi des actions d'insertion et d'éveil à la citoyenneté. La Gerbe aide les personnes, physiques ou morales, qui ont le même souci en action sur le terrain.
La Gerbe gère également une boutique du commerce équitable.
La Gerbe est membre du collectif  ASAH.
La Gerbe participe à l'opération Cartouches solidaires et collecte les cartouches d'imprimantes laser et jet d'encre pour financer des projets humanitaires.